# Una historia de la Rusia soviética
Una historia de la Rusia soviética (A History of Soviet Russia) es una obra en 14 volúmenes de Edward Hallett Carr que abarca los primeros doce años de la historia de la Unión Soviética. Comenzó a publicarse en 1950, y volvió a reeditarse desde 1978 en adelante.

## Volúmenes
- The Bolshevik Revolution, 1917-1923, volumen 1. (1950)
- The Bolshevik Revolution, 1917-1923, volumen 2. (1952)
- The Bolshevik Revolution, 1917-1923, volumen 3. (1953)
- The Interregnum, 1923-1924. (1954)
- The Bolshevik Revolution, 1924-1926, volumen 1. (1958)
- Socialism in One Country, 1924-1926, volumen 2. (1959)
- Socialism in One Country, 1924-1926, volumen 3, parte 1. (1963)
- Socialism in One Country, 1924-1926, volumen 3, parte 2. (1963)
- Foundations of a Planned Economy, 1926-1929, volumen 1, parte 1. (1969)
- Foundations of a Planned Economy, 1926-1929, volumen 1, parte 2. (1969)
- Foundations of a Planned Economy, 1926-1929, volumen 2. (1971)
- Foundations of a Planned Economy, 1926-1929, volumen 3, parte 1. (1978)
- Foundations of a Planned Economy, 1926-1929, volumen 3, parte 2. (1978)
- Foundations of a Planned Economy, 1926-1929, volumen 3, parte 3. (1978)

Posteriormente, Carr condensó la investigación contenida en estos catorce volúmenes en un solo libro, titulado The Russian Revolution: from Lenin to Stalin, 1917-1929, que cubre el mismo período que la gran historia.[cita requerida]

## Recepción
A History of the Soviet Russia fue recibida con disparidad de opiniones. En 1970, la Enciclopedia Británica describió la serie como simplemente «magistral».
El historiador británico Chimen Abramsky elogió a Carr como el historiador sobre la Unión Soviética más importante del mundo, que había mostrado un asombroso conocimiento del tema.
El historiador canadiense John Keep definió la serie como «[un] imponente monumento académico; a su sombra, el resto de nosotros no somos más que pigmeos».
Isaac Deutscher definió A History of Soviet Russia como «un logro verdaderamente sobresaliente».
A. J. P. Taylor calificó A History of Soviet Russia como la serie de libros más justa y mejor escrita sobre la historia soviética. Más tarde, Taylor se referiría a Carr como «un olímpico entre los historiadores, un Goethe en rango y espíritu».
El periodista estadounidense Harrison Salisbury se refirió a Carr como «uno de la media docena de grandes especialistas en asuntos soviéticos y en las relaciones soviético-alemanas».
El académico británico Michael Cox elogió la serie A History of Soviet Russia como «una construcción asombrosa: casi como una pirámide [...] en su audacia arquitectónica»
El historiador británico John Barber argumentó que la serie A History of Soviet Russia, a través de un escrupuloso y detallado análisis de pruebas, «transformó» el estudio de la historia soviética en Occidente.
El historiador británico Hugh Seton-Watson se refirió a Carr como «merecedor de admiración y gratitud» por su trabajo en los estudios soviéticos.
El historiador marxista británico Hillel Ticktin elogió a Carr como un honesto historiador de la Unión Soviética y acusó a críticos como Norman Stone, Richard Pipes y Leopold Labedz de ser «soldados de la Guerra Fría» que estaban «ligados a satisfacer las necesidades de la política exterior oficial británica y estadounidense».
En 1983, cuatro historiadores estadounidenses, Geoff Eley, W. Rosenberg, Moshe Lewin y Ronald Suny, escribieron juntos un artículo en la London Review of Books acerca de la «grandeza» del trabajo de Carr y de su «extraordinaria calidad pionera». Afirmaban que el alcance de la historia de Carr era tal que «ha llegado hasta donde nadie había alcanzado antes y a donde solo unos pocos realmente han ido desde entonces», abriendo así «una serie de preguntas que continuará durante el resto del siglo XX».  
El historiador británico Jonathan Haslam consideró a Carr una víctima del «macartismo» británico que fue castigado injustamente por su disposición a defender y alabar a la Unión Soviética.
Eric Hobsbawm escribió que la historia de Carr de la Rusia soviética «constituye, con la ciencia y la civilización de Joseph Needham en China, el esfuerzo más notable de la erudición histórica realizada por una sola mano en Gran Bretaña».
El historiador estadounidense Peter Wiles calificó A History of Soviet Russia como «una de las grandes empresas historiográficas de nuestro tiempo» y escribió sobre el trabajo «inmensamente impresionante» de Carr.
El historiador estadounidense Arno J. Mayer escribió que «A History of Soviet Russia [...]  colocó a E. H. Carr no solo como un gigante entre los especialistas occidentales de la historia rusa reciente, sino también como el principal historiador británico de su generación».

### Recepción en la Unión Soviética
A History of Soviet Russia recibió reseñas cautelosamente favorables por parte de los historiadores soviéticos, algo poco habitual para un libro escrito por un historiador occidental.
Habitualmente, los trabajos realizados por historiadores occidentales fueron siempre recibidos con hostilidad en la Unión Soviética, independientemente de la posición defendida por dichos trabajos. Existía incluso una corriente de historiadores soviéticos que atacaban a los llamados «historiadores burgueses» con la xenófoba premisa de que «solo los historiadores soviéticos eran capaces de entender el pasado soviético».
La serie A History of Soviet Russia no se tradujo ni publicó en la Unión Soviética sino hasta 1990. Una revista soviética comentaba en 1991 que Carr era «casi desconocido para la mayoría de los lectores soviéticos», a pesar de que todos los historiadores  soviéticos estaban al corriente de su trabajo y de que la mayoría de ellos sentían un respeto considerable hacia Carr, pero habían sido incapaces de manifestarlo hasta la llegada de la Perestroika.
Aquellos historiadores soviéticos que se especializaron en refutar a los «falsificadores burgueses», como se etiquetaba a los historiadores occidentales la Unión Soviética, atacaron a Carr por afirmar que el campo soviético se convirtió en un caos después de 1917, pero  lo alabaron como uno de los «pocos autores burgueses» que dijeron la «verdad» sobre los logros de la economía soviética.
Hasta el período de la glásnost, Carr fue considerado en la Unión Soviética como un «falsificador burgués» más, pero  fue reconocido como un historiador británico que dio «ciertos pasos» hacia el marxismo y cuya historia de la Rusia soviética fue descrita como «bastante objetiva» y como  «uno de los trabajos más fundamentales en la sovietología burguesa».
En un prefacio a la edición soviética de A History of Soviet Russia en 1990, el historiador soviético Albert Nenarokov escribió que durante toda su vida Carr había sido «automáticamente incluido en la lista de los falsificadores», sin embargo A History of Soviet Russia era un «trabajo profesionalmente concienzudo y escrupuloso». Nenarokov calificó a Carr como un «académico sincero, objetivo y portador de principios liberales que, partiendo de una ingente base documental, intentó crear un cuadro completo de la época estudiada y de aquellos implicados en ella, para contribuir a ofrecer una percepción serena y realista de la URSS y un mejor entendimiento de los grandes procesos sociales acaecidos en el siglo XX». 
Aun así, Nenarokov expresó algunas objeciones al hecho de que Carr utilizara el lenguaje estalinista para calificar a Nikolai Bukharin como parte de la «desviación de la derecha» dentro del Partido Bolchevique, sin utilizar marcas de cita. Nenarokov consideraba que Carr había reducido demasiado la historia soviética a una simple elección entre Iósif Stalin o León Trotski a partir de 1924, y argumentaba que Bukharin era una alternativa a ambos mejor y más humana.

### Críticas negativas
El sesgo prosoviético en A History of Soviet Russia de Carr suscitó cierta controversia. En una reseña de 1955 en la revista Commentary, Bertram Wolfe acusó a Carr de asumir sistemáticamente el punto de vista de Vladimir Lenin en los volúmenes de A History of Soviet Russia y de no estar dispuesto a considerar otras perspectivas sobre la historia rusa. En 1962, el historiador británico Hugh Trevor-Roper argumentó que la identificación de Carr con los «vencedores» de la historia significaba que Carr veía a Stalin como un personaje históricamente relevante y que no había dedicado ni tiempo ni simpatía a los millones de víctimas de este.
El historiador angloamericano Robert Conquest argumentó que Carr se tomó muy en serio las razones oficiales para el lanzamiento del primer plan quinquenal . Además, Conquest sostenía que los críticos de Carr como Leonard Schapiro, Adam Ulam, Bertram Wolfe y Robert C. Tucker tenían una comprensión mucho mejor de la historia soviética que el propio Carr.
Pipes escribió que las preguntas esenciales de la historia soviética eran «¿Quiénes eran los bolcheviques, qué querían, por qué algunos los seguían y otros se resistían? ¿Cuál era la atmósfera intelectual y moral en la que ocurrieron todos estos acontecimientos?» Y continuó señalando que Carr no se hizo estas preguntas, y mucho menos las respondió. Pipes finalmente comparó la forma de Carr de despachar, en un solo párrafo de A History of Soviet Russia, la hambruna de 1921 como algo sin importancia con la negación del Holocausto .

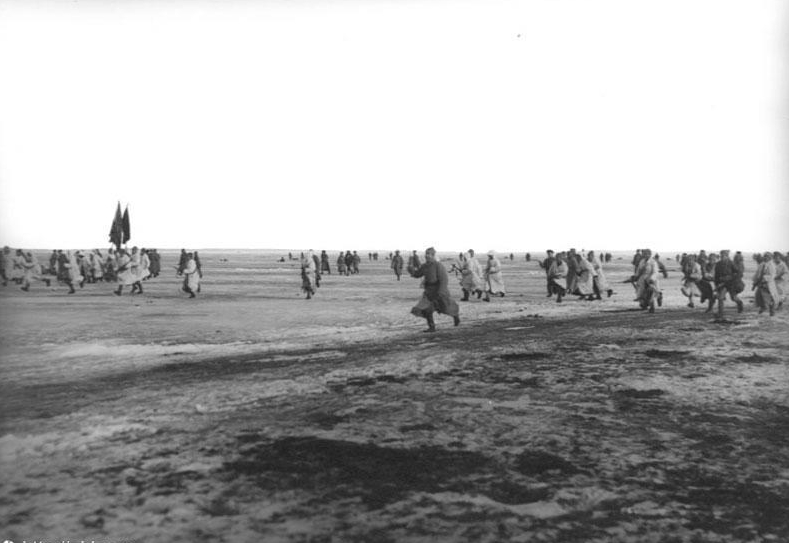
En A History of Soviet Russia, Carr dedicó más atención a las relaciones entre la Unión Soviética y Mongolia Exterior que a la Rebelión de Kronstadt, a la que Carr solo dedicó unas cuantas líneas.

El kremlinólogo polaco Leopold Labedz criticó a Carr por asumir las reivindicaciones del gobierno soviético. Labedz fue más lejos al argumentar que la decisión de Carr de acabar A History of Soviet Russia en 1929 reflejaba su falta de capacidad y de voluntad para criticar la Unión Soviética de Stalin. Labedz fue muy crítico en el manejo de las fuentes de Carr, aduciendo que Carr era muy proclive a aceptar los documentos soviéticos oficiales al pie de la letra y estaba poco dispuesto a admitir la falsificación sistemática de los registros históricos durante el mandato de Stalin. Finalmente, Labedz puso a Carr en tela de juicio por lo que consideraba la tendencia de Carr a blanquear los crímenes soviéticos «detrás de una fórmula abstracta que a menudo combina estereotipos "progresivos" con el léxico de la  terminología soviética».
Norman Stone argumentó que Carr era culpable de escribir en un estilo blando destinado a ocultar sus simpatías prosoviéticas.
Walter Laqueur afirmaba que los volúmenes de A History of Soviet Russia eran una fuente histórica poco fiable que en su mayor parte excluía los aspectos más desagradables de la vida soviética, reflejando así las tendencias prosoviéticas de Carr.
Una de las principales fuentes de crítica de A History of Soviet Russia fue la decisión de Carr de ignorar la Guerra Civil rusa con el argumento de que carecía de relevancia y, del mismo modo que hiciera con la Rebelión de Kronstadt de 1921, también considerada por él un tema menor, le dedicó solo unas cuantas líneas. Laqueur comentó que Carr ignoraba la Guerra Civil Rusa mientras prestaba una atención desmesurada a temas como las relaciones entre el grupo de los bolcheviques y el Partido Comunista sueco, o las relaciones diplomáticas soviéticas con Mongolia Exterior en  la década de 1920, dejando de este modo A History of the Soviet Russia muy desequilibrada.